# PyScripter
PyScripter je слободно интегрисано развојно окружење за Пајтон отвореног кода.

## Функције

### Уређивач истицања синтаксе
- Уникод основа
- Пуна подршка за изворне кодиране Пајтон фајлове
- Истицање подупирача
- Пајтон комуналне услуге изворног кода: (un)tabify, (un)comment, (un)indent, итд.
- Завршавање кода и позивање савета
- Код и дебагер наговештаји
- Чекирање синтаксе у току куцања
- Контекст осетљива помоћ за Пајтонове кључне речи
- Параметризовани шаблони кода
- Прихватање фајлова испалих из Експлорера
- Фајл мења обавештење
- Претварање редова у Windows, Unix, Macintosh
- Приказ за штампу и штампање синтаксно истакнут Пајтон код
- Истицање синтаксе за HTML, XML и CSS фајлове
- Уређивање фајла подењеног прегледа
- Претраживање и замена као Firefox
- Упоредно уређивање фајлова

### Интегрисани Пајтон преводилац
- Завршавање кода
- Позивање савета
- Историја команди
- Извршавање скрипти без првог сачувавања

### Интегрисани Пајтон дебагер
- Даљински Пајтон дебагер
- Позив складишта
- Прозор променљивих
- Надгеда прозор
- Кондиционалне тачке прекида
- Дебагер савети
- Посмртна анализа
- Може покренути или дебаговати датотеке без првог сачувавања

### Уређивачки прегледи
- Демонтажа
- HTML документација (pydoc)

### Претраживач фајла
- Лака конфигурација и претраживање Пајтон пута
- Интегрисана контролна верзија користећи Tortoise CVS или Tortoise SVN

### Менаџер пројекта
- Увоз постојалих директорија
- Вишеструко покретање конфигурације

### Интегрисано тестирање јединица
- Аутоматско генерисање теста
- Тестирање јединица GUI

### Спољашњи алати (спољашње покретање и снимање излаза)
- Интеграција са Пајтоновим алатима као што су PyLint, TabNanny, Profile, итд.
- Снажна параметарска функционалност за прилагођену интеграцију спољашњег алата

### Остало
- Код претраживач
- Приступ Пајтоновом приручнику преко менија помоћи
- Листа за урадити
- Пронаћи и замени фајлове
- Тестирање интегрисаног регуларног израза
- Избор Пајтон верзије за покретање преко параметара командне линије
- Покретање Пајтон скрипте споља, високо подесиве
- Пронаћи дефиницију, референце
- Пронаћи дефиницију кликом и историју прегледања
- Модерна GUI са усидреним облицима и подесивим изгледом и осећајме (теме)
- Сталне подесиве опције ИРО